# Океанничні
Океанничні (Oceanitinae) — підродина морських буревісникоподібних птахів родини качуркових (Hydrobatidae). Містить 9-10 видів.

## Поширення
Підродина поширена в південній півкулі, лише океанник Вільсона трапляється в північній півкулі.

## Класифікація
- Підродина Океанничні (Oceanitinae)
  - Рід Фрегета (Fregetta)
    - Фрегета білочерева (Fregetta grallaria)
    - Fregetta maoriana
    - Фрегета чорночерева (Fregetta tropica)

  - Рід Сіроспинний океанник (Garrodia)
    - Океанник сіроспинний (Garrodia nereis)

  - Рід Білогорлий океанник (Nesofregetta)
    - Океанник білогорлий (Nesofregetta fuliginosa)

  - Рід Океанник (Oceanites)
    - Океанник Еліота (Oceanites gracilis)
    - Океанник Вільсона (Oceanites oceanicus)
    - Океанник чилоєський (Oceanites pincoyae)

  - Рід Білобровий океанник (Pelagodroma)
    - Океанник білобровий (Pelagodroma marina)